# Hymenostegia aubrevillei
Hymenostegia aubrevillei là một cây gỗ trung bình thuộc họ Fabaceae mọc ở các khu vực ven sông.
Đây là loài đặc hữu của Bờ Biển Ngà, Ghana, và Nigeria.
Chúng hiện đang bị đe dọa vì mất môi trường sống.